# Szilágylompért

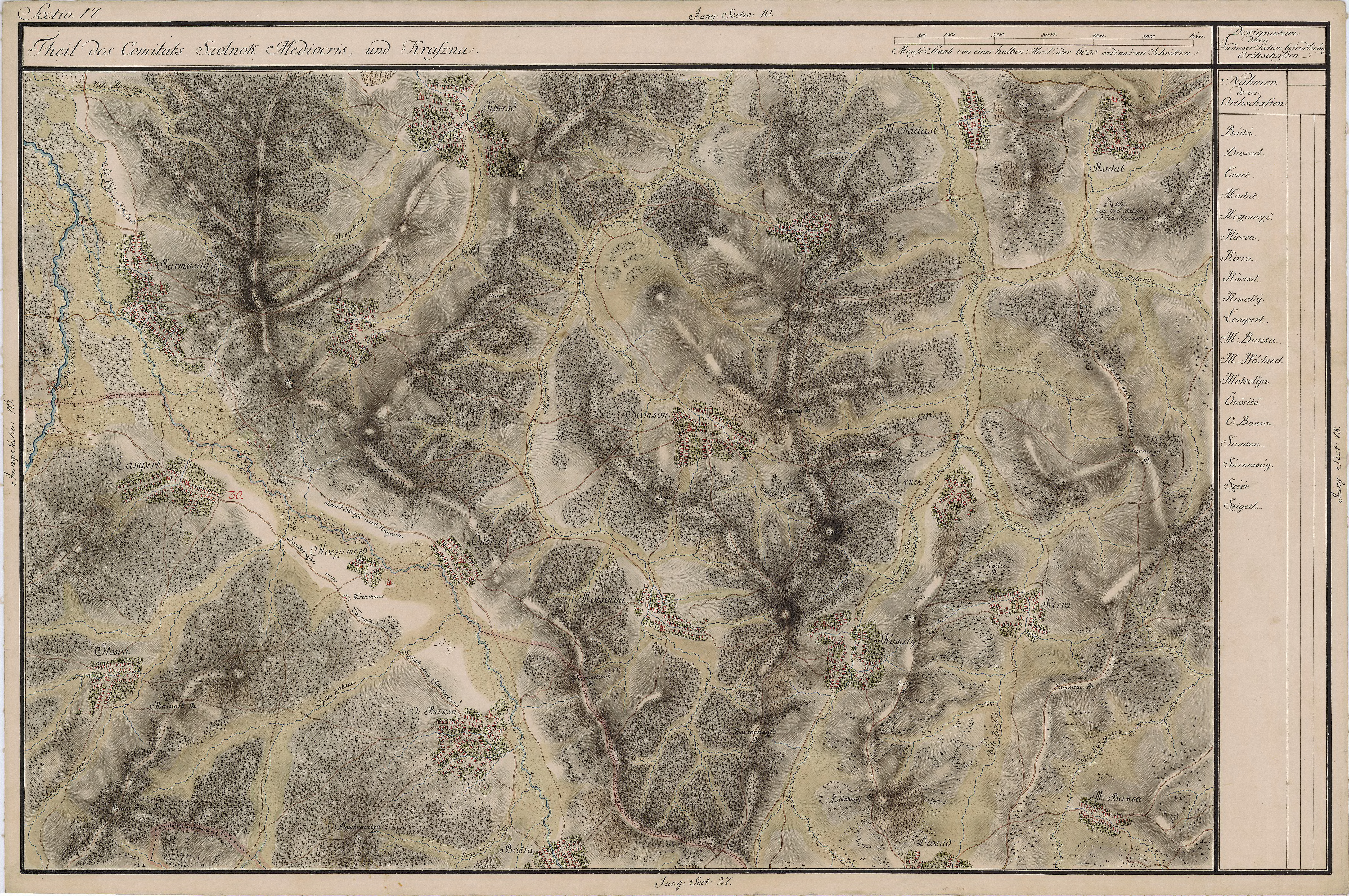
Szilágylompért környéke 1769-1773 között

Szilágylompért (románul Lompirt, németül Lampreten) település Románia északnyugati részén.

## Fekvése
A Szilágyságban, a Kraszna folyó bal partján, Zilahtól 24 km-re északnyugatra található. Közúton a Szatmárnémeti-Kolozsvár főútvonalről közelíthető meg. Mojád és Selymesilosva helységekkel együtt jelenleg Sarmaság (románul Sărmașăg) községhez tartozik. A trianoni békeszerződésig Szilágy vármegye Szilágysomlyói járásához tartozó kisközség volt.

## Lakossága
1910-ben 777 lakosa közül 530 fő volt magyar, 232 pedig román anyanyelvű. Az 1990-es népszámlálás adatai szerint 877 lakosából 648 magyar, 103 cigány és 126 román nemzetiségű. Vallási megoszlásuk 1990-ben: 654 református, 156 ortodox, 50 római katolikus, 12 görögkatolikus és 5 egyéb vallású. Egy 2002-es adat szerint a település lakossága ekkorra 912 főre növekedett, és ennek 80%-a magyar nemzetiségű.

## Története
Első említése 1321-ből származik, Lompérth néven. A 15. században épült templomát később lebontották, ma már nem található maradványa sem. A falu a 18. század elején a környéken dúló harcok következtében elnéptelenedett, de 1722 körül újra benépesült. Lompért református egyháza 1739-ben alakult meg, először a szomszédos Selymesilosva filiájaként, majd tíz év múlva önállósult. A falu ma álló temploma 1777-ben készült el.
A trianoni békeszerződés következtében a község Romániához került, majd a második bécsi döntés nyomán 1940-ben újra Magyarországhoz. A második világháborút követően újra román fennhatóság alá került. Az 1968-as területrendezés során a közeli Selymesilosva és Mojád településekkel együtt a Sarmaság székhelyű községbe vonták össze. 2007 márciusában népszavazást tartottak a helységek újbóli önállósulásáról.

## Nevezetességei
A községben található református templom 1777-ben épült. 1778-79-ben készítették el Budai Sámuel és Budai András, a kolozsvári asztaloscéh tagjai a 132 egész és 8 negyed kazettából álló festett famennyezetét, mely az egész Kárpát-medence egyik legszebb templomi kazettás mennyezete. A kazetták egy részén virágmotívumok: szegfű, tulipán, rózsa láthatók, másik felén pedig figurális ábrázolások: bibliai alakok és események, népmesei figurák, asztrológiai jelképek, állatábrázolások. Különleges a Mária Terézia tiszteletére készült kazetta, melyet kétfejű sas és M.T. monogram jelez.
Ady Dániel és Visky Julianna, Ady Endre nagyszülei Szilágylompérton éltek, házuk a református templommal szembeni Ady-kertben állt. Az épületet a nagyszülők halála után az örökösök lebontatták. Helyén épült fel a költő nevét viselő Ady Endre Általános Iskola. Ady gyermekként, majd később neves költőként is gyakran megfordult a faluban. A Séra-kúria mögött ma is megvan a kőasztal, melyen több versét írta.
2002. szeptember 8-án a református templom kertjében felavatták Ady Endre mebbszobrát (Lőrinz Lehel alkotása).